# Takayuki Sugiyama
Takayuki Sugiyama (Shizuoka, 24 maart 1976) is een voormalig Japans voetballer.

## Carrière
Takayuki Sugiyama speelde tussen 1997 en 1998 voor JEF United Ichihara en NTT Kanto.